# Моравы (племя)

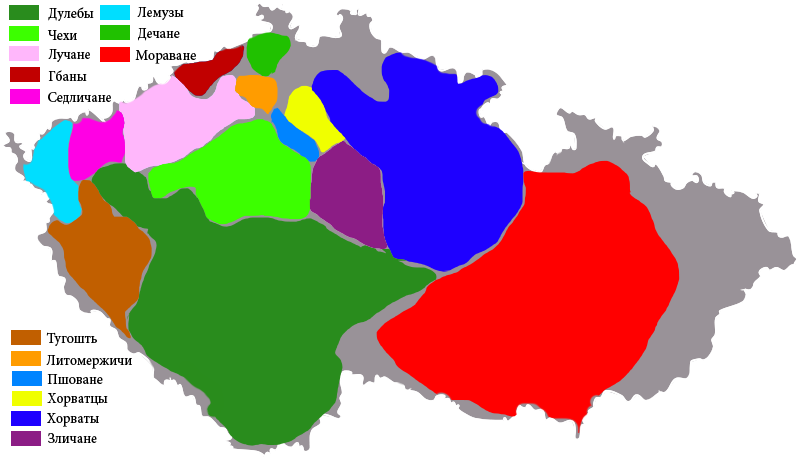
Местоположение средневековых чешских племён в границах современного государства Чехия.

Моравы  или Мораване — западнославянское племя, которое жило в районе сегодняшней Чехии по реке Морава, на которую перенесло своё название, как и на весь регион Моравия.
В IX веке на территории Моравии и современной Словакии возникает Великоморавская держава со столицей в Велеграде и Нитре во главе с династией Моймировичей.
Примерно в IX веке на территорию Моравии начинает активно проникать христианство.
В 863 году в Великую Моравию прибыли Кирилл и Мефодий, которые помогли моравам создать свою независимую церковь, переводили священные тексты на славянский язык, вели проповедническую деятельность.